# 1-Decanol
1-Decanol (auch Decylalkohol oder Caprinalkohol) ist ein langkettiger Alkohol mit der Halbstrukturformel C10H21OH.

## Vorkommen
Natürlich kommt 1-Decanol in verschiedenen Pflanzen, wie Houttuynia cordata, dem Mandelbaum (Prunus dulcis), Apfelbäumen (Malus domestica), der Rosskastanie (Aesculus hippocastanum), Boswellia sacra, Koriander (Coriandrum sativum), Grüner Minze (Mentha spicata), Tagetes minuta, Gewürzvanille (Vanilla planifolia), und Mais (Zea mays) vor. 

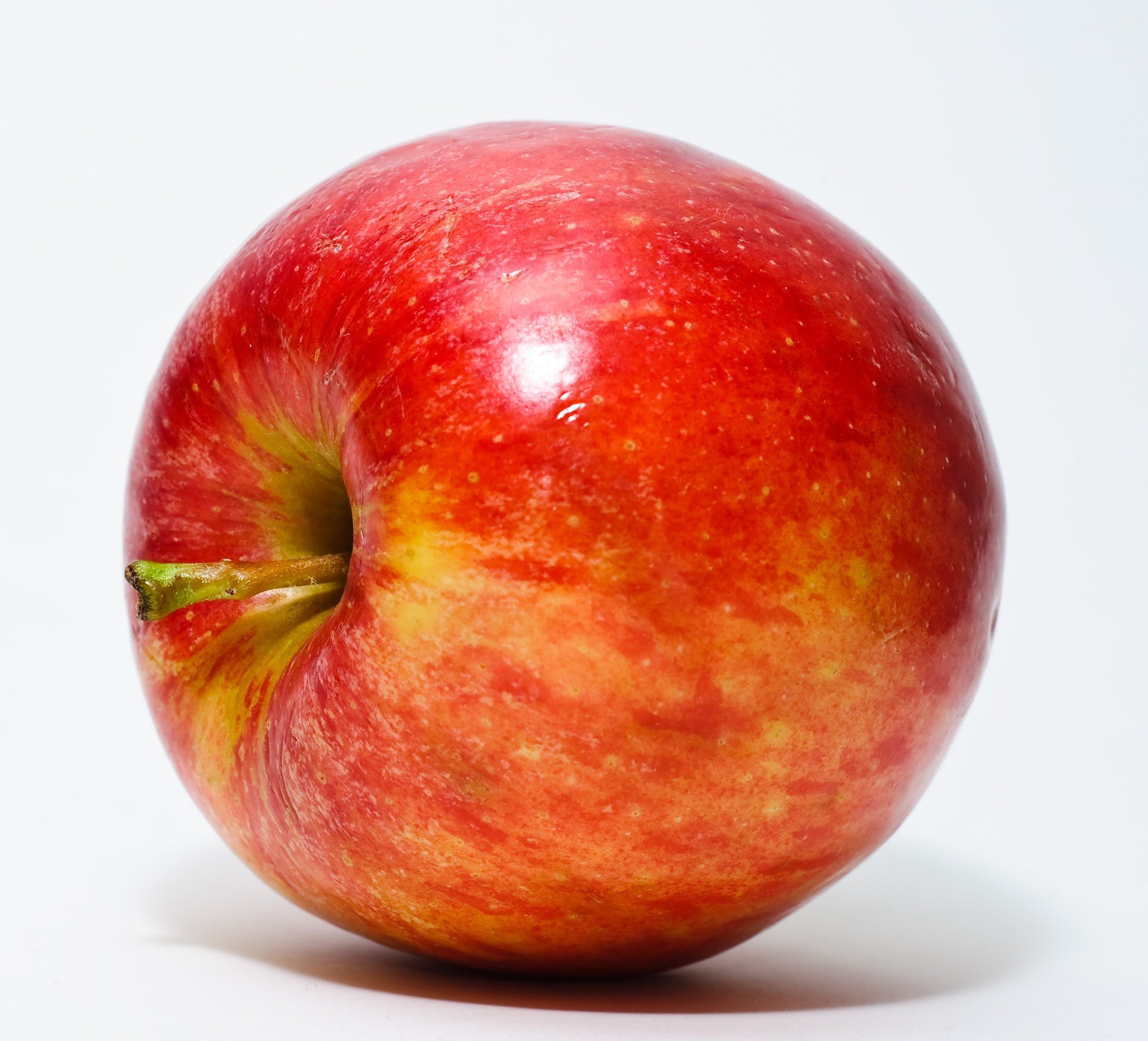
Apfel
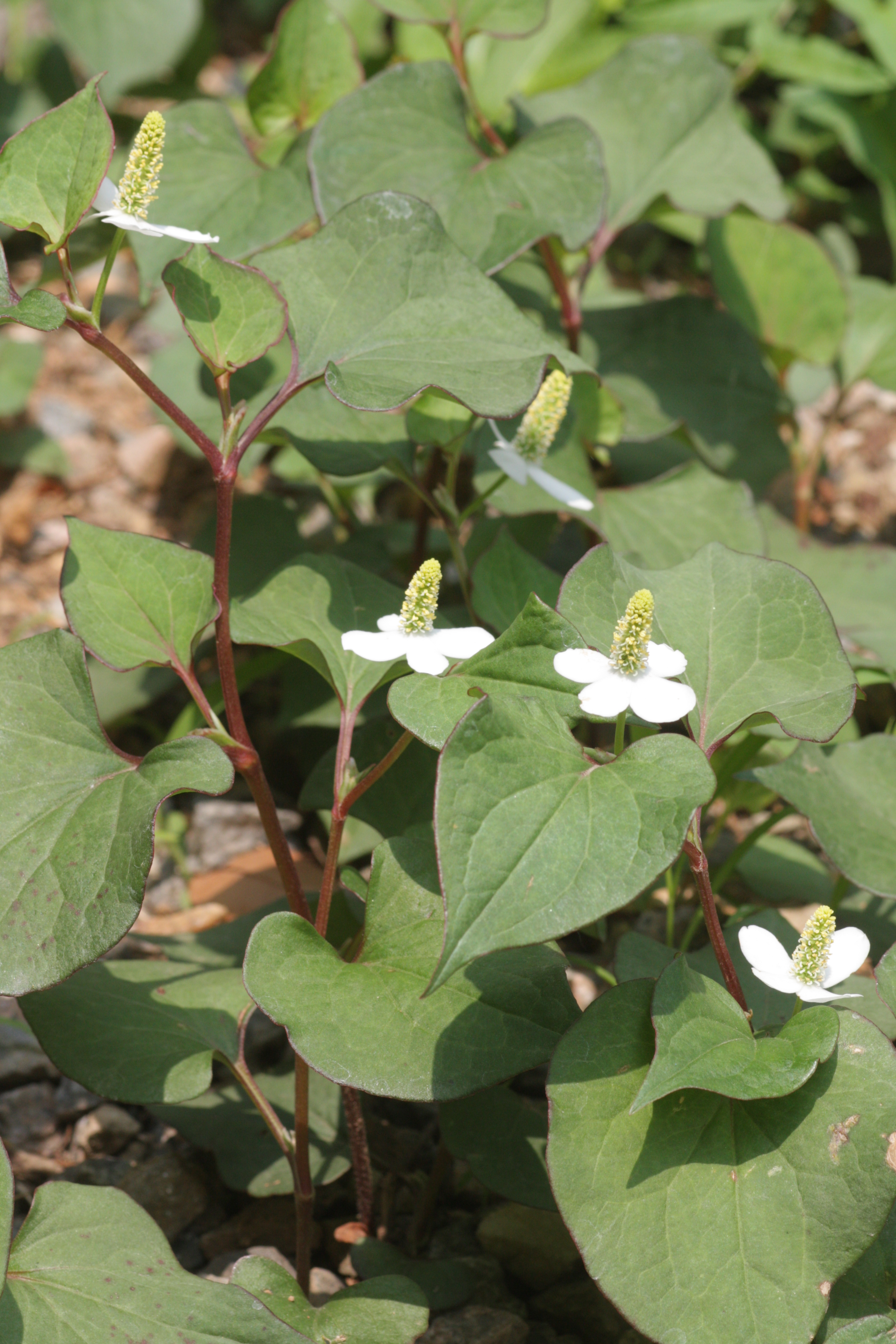
Houttuynia cordata
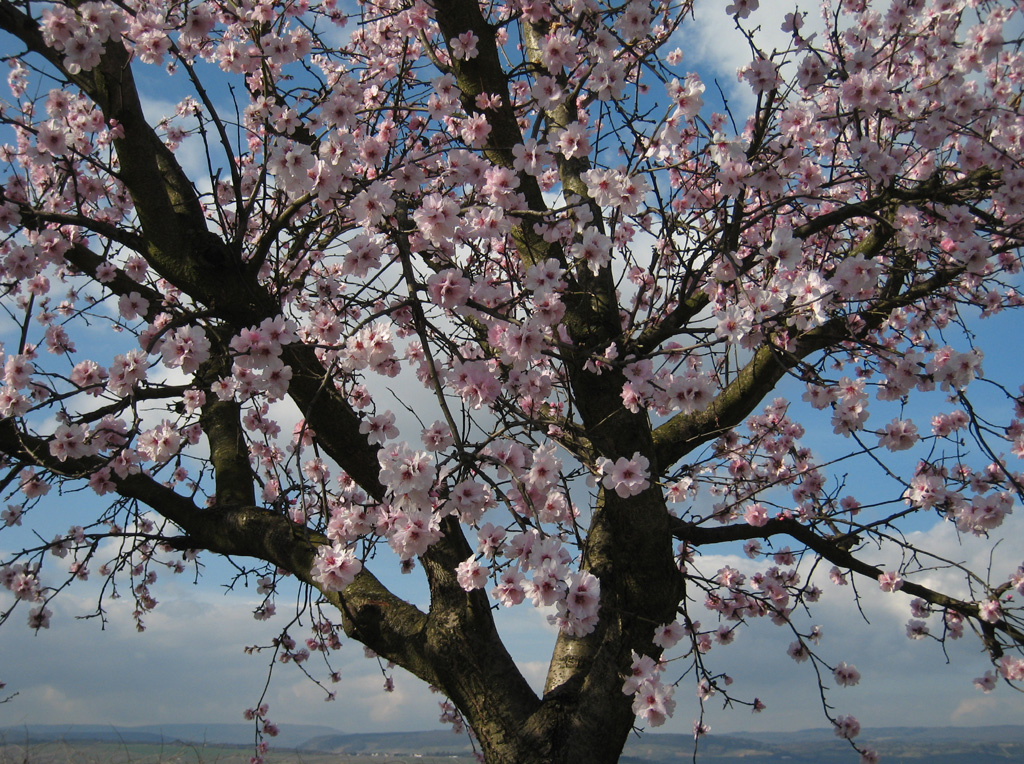
Mandelbaum
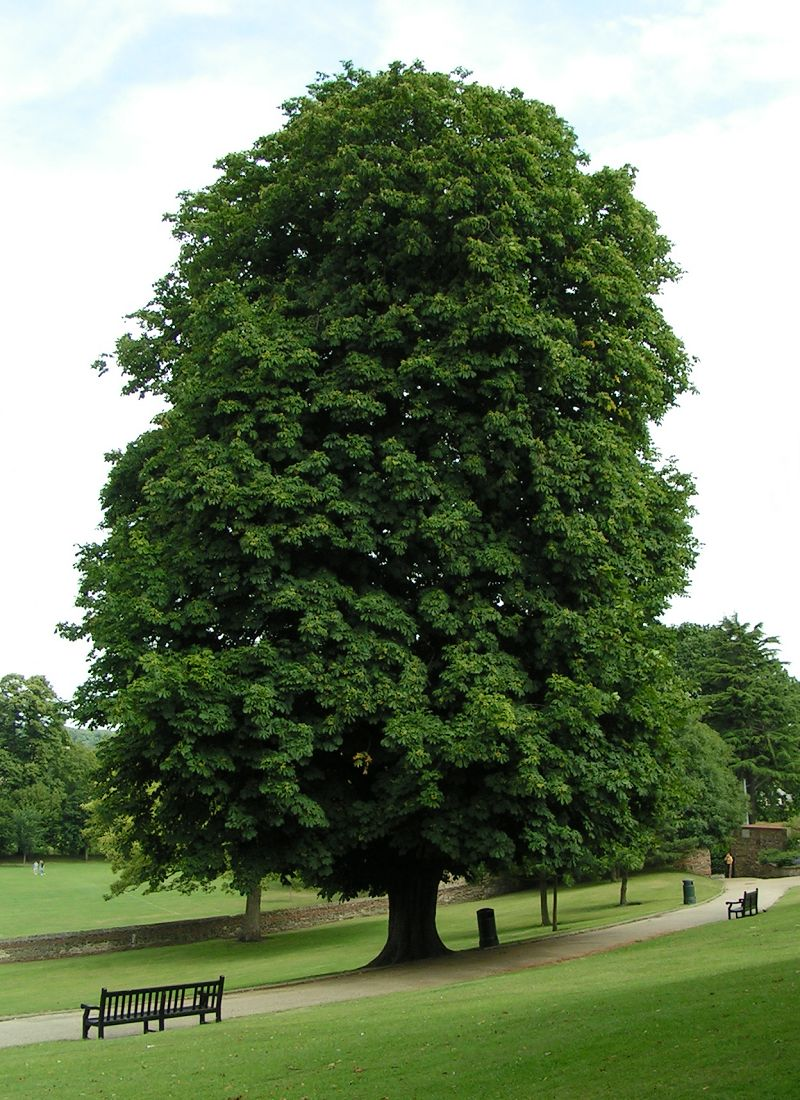
Rosskastanie
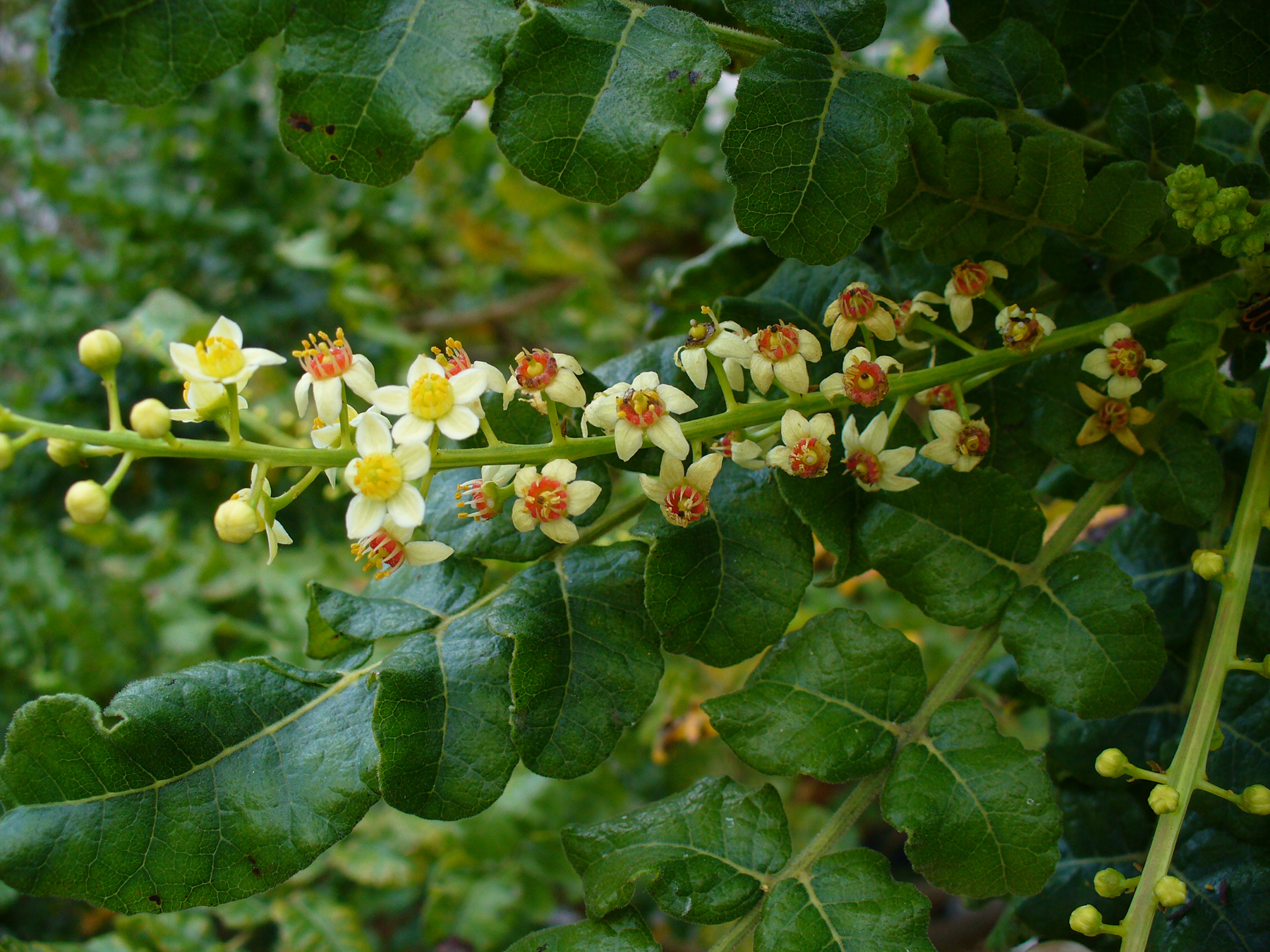
Boswellia sacra
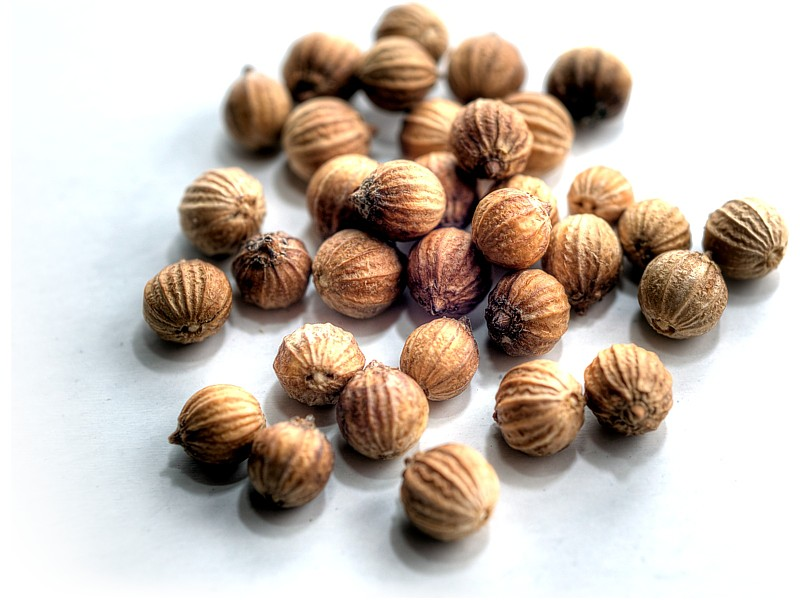
Koriander
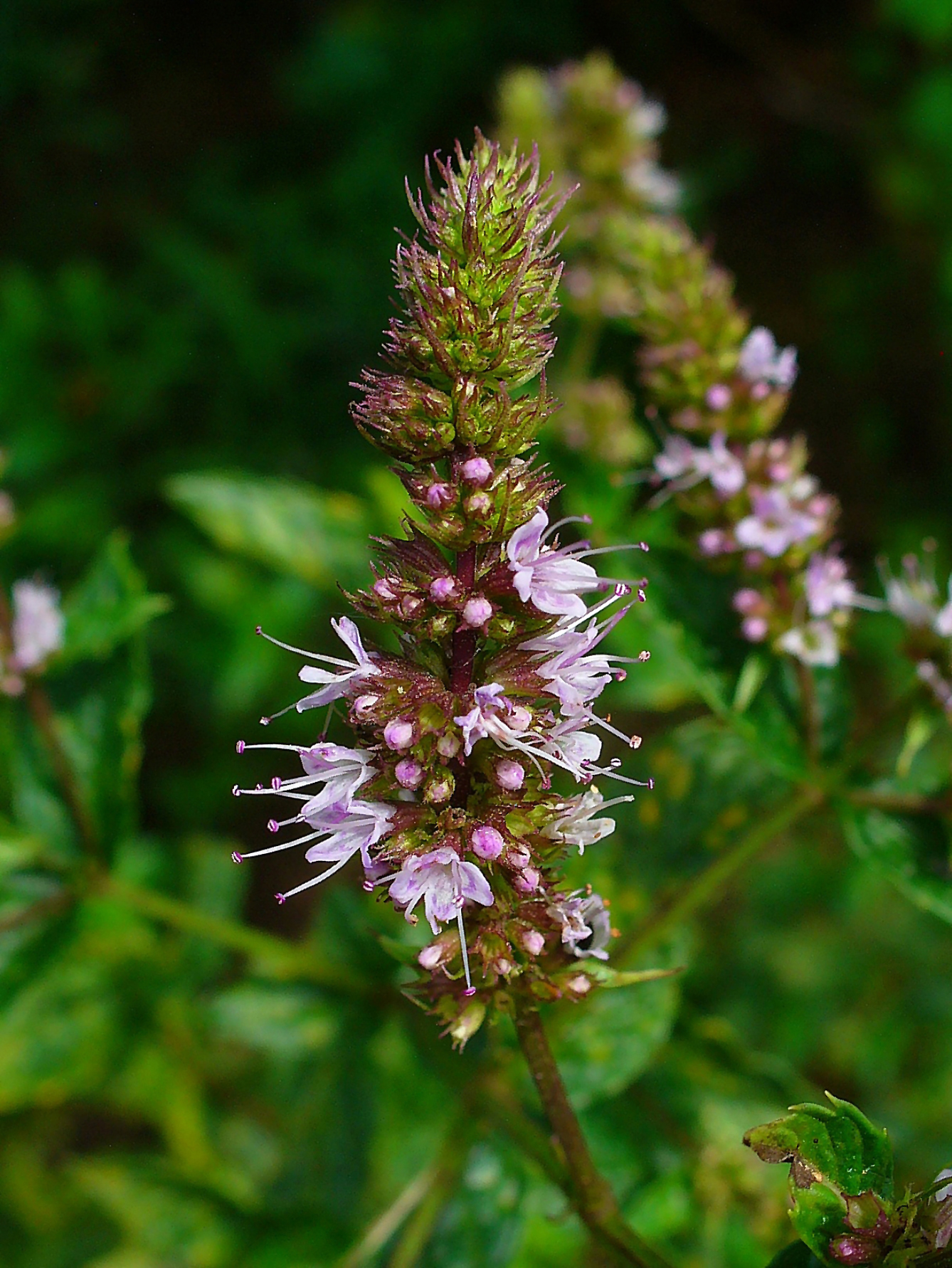
Grüne Minze
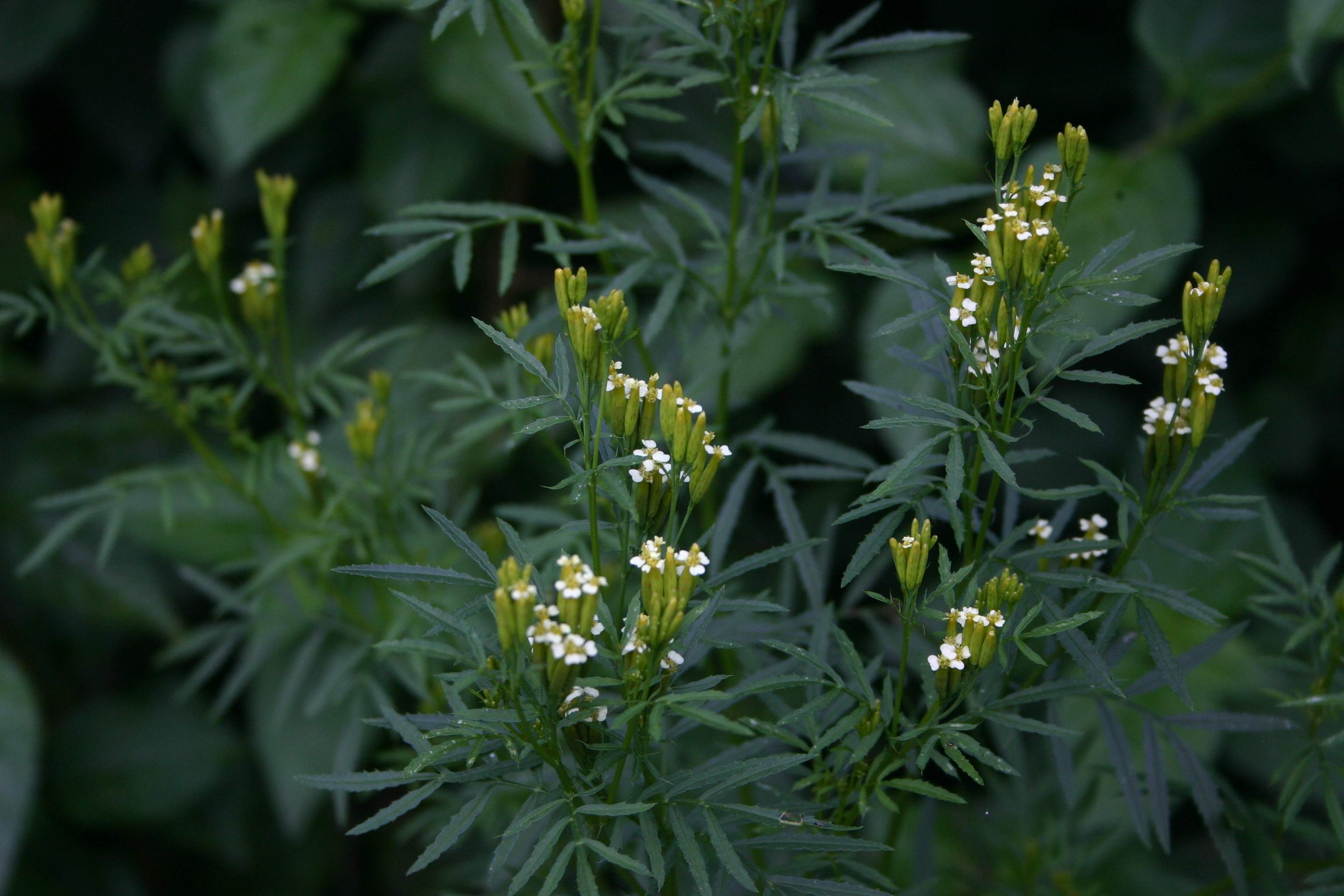
Tagetes minuta
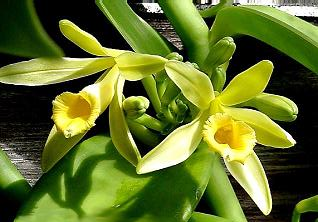
Gewürzvanille
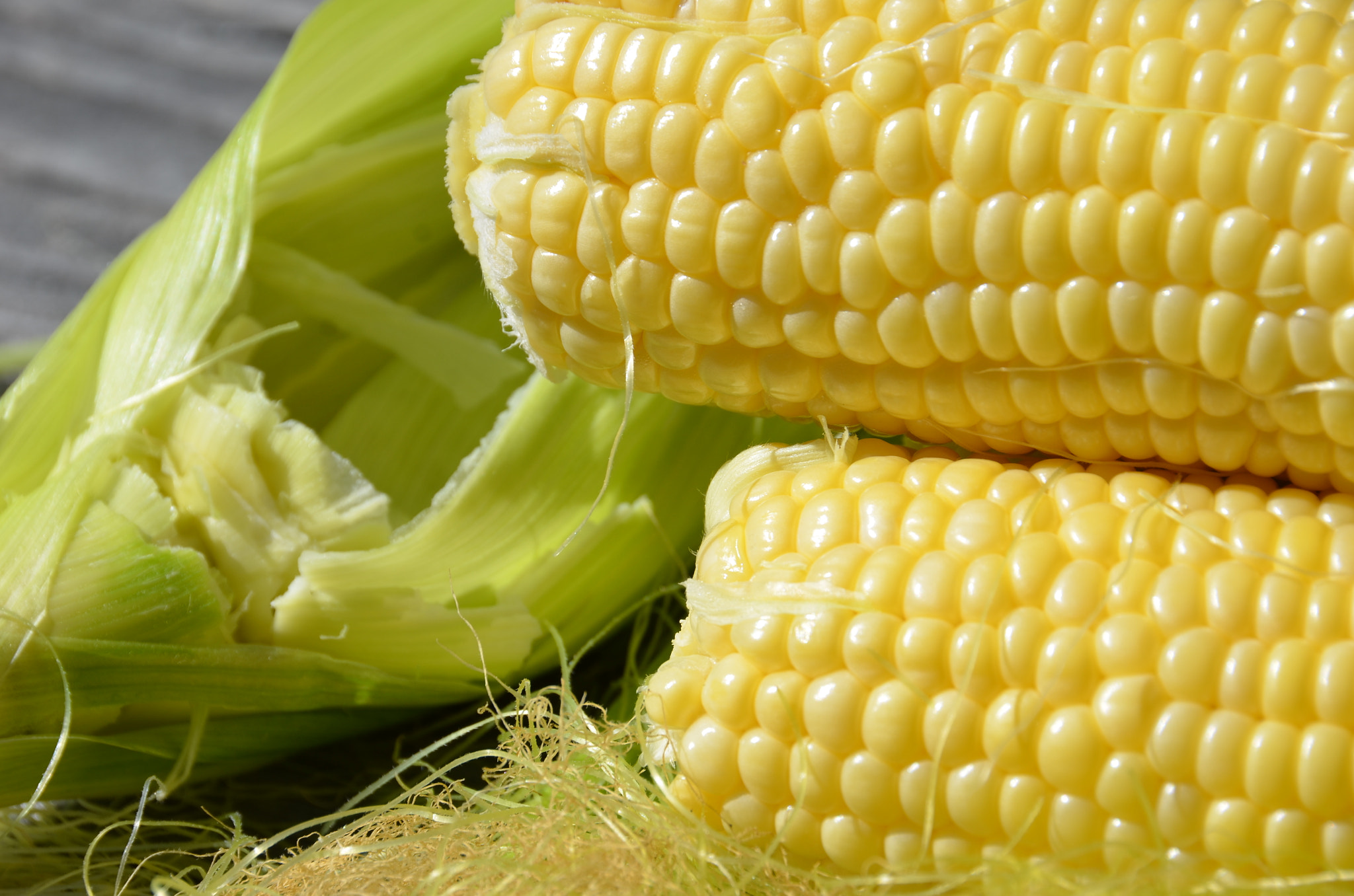
Mais

## Darstellung und Gewinnung
Die technische Synthese kann über die Oxosynthese und anschließende Hydrierung erfolgen. 1-Decanol kann auch durch Hydrierung der Fettsäure Caprinsäure (C9H19COOH) gewonnen werden. Daher wird die Verbindung auch zu den Fettalkoholen gezählt.

## Eigenschaften
1-Decanol ist bei Zimmertemperatur eine farblose, ölige, süßlich riechende Flüssigkeit und wirkt lokal leicht reizend. Sie hat eine molare Masse von 158,28 g·mol−1, schmilzt bei 7 °C und siedet bei 230 °C. Die Dichte von 1-Decanol beträgt 0,83 g·cm−3. 1-Decanol löst sich nur minimal in Wasser, aber sehr gut in Alkoholen und Ether.
Die Verbindung bildet bei höheren Temperaturen entzündliche Dampf-Luft-Gemische. Die Verbindung hat einen Flammpunkt bei 108 °C. Die untere Explosionsgrenze liegt etwa bei 0,6 Vol.‑% (40 g/m3). Die Zündtemperatur beträgt 250 °C. Der Stoff fällt somit in die Temperaturklasse T3.

## Verwendung
Der Alkohol wird als Netz-, Extraktions- und Lösemittel verwendet. Ester der Verbindung finden Verwendung in Lacken und Kunststoffen. Zudem verwendet man es zur Herstellung spezieller Parfüms.
In der Landwirtschaft wird 1-Decanol als Wachstumsregulator hauptsächlich im Tabakanbau verwendet. Es hemmt die Bildung von Seitentrieben und Knospen, wodurch größere Blätter gebildet werde und so die Erträge erhöht werden können. Der Wirkstoff ist in der Europäischen Union als Pflanzenschutzmittel zugelassen. In Deutschland sowie der Schweiz, jedoch nicht in Österreich sind Präparate mit 1-Decanol erhältlich.

## Sicherheitshinweise/Toxizität
1-Decanol wurde 2012 von der EU gemäß der Verordnung (EG) Nr. 1907/2006 (REACH) im Rahmen der Stoffbewertung in den fortlaufenden Aktionsplan der Gemeinschaft (CoRAP) aufgenommen. Hierbei werden die Auswirkungen des Stoffs auf die menschliche Gesundheit bzw. die Umwelt neu bewertet und ggf. Folgemaßnahmen eingeleitet. Ursächlich für die Aufnahme von 1-Decanol waren die Besorgnisse bezüglich hoher (aggregierter) Tonnage, anderer Exposition/risikobasierter Bedenken, anderer gefahrenbezogener Bedenken und weit verbreiteter Verwendung. Die Neubewertung fand ab 2012 statt und wurde von Italien durchgeführt. Anschließend wurde ein Abschlussbericht veröffentlicht.

## Isomere
Neben 1-Decanol existieren vier weitere isomere Alkohole, 2-Decanol, 3-Decanol, 4-Decanol und 5-Decanol.